# بینا (موشک)

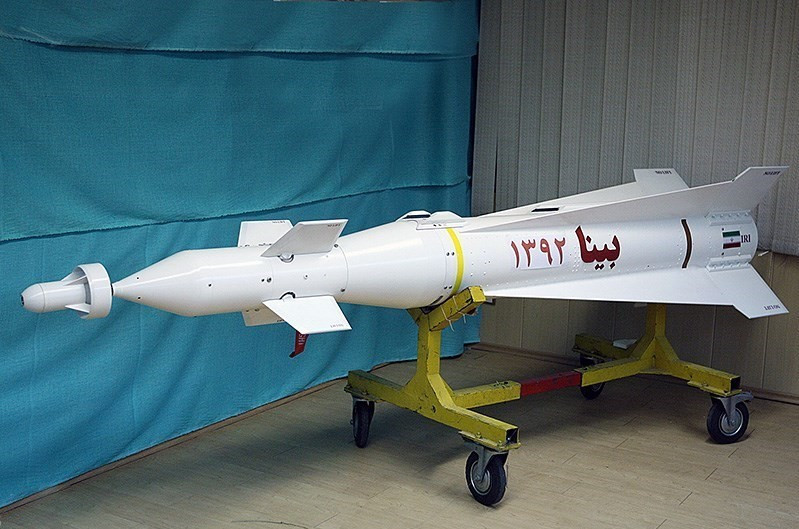

ای‌جی‌ام-بینا (Air to Ground tactical Missile Bina) یک موشک جنگی هوا به سطح است که برای شرایط بد آب و هوایی طراحی شده‌است و در برابر هدفهای دور و نسبتاً بزرگ مؤثر است. از هدفهای این موشک می‌توان پدافندهای هوایی، کشتی‌ها، ماشینهای ترابری زمینی، و مخازن نفت را نام برد.
این موشک از برخی جهات داخلی شباهت‌هایی به ای‌جی‌ام-۶۵ ماوریک دارد. این موشک قابل شلیک از لانچرهای زمینی نیز می‌باشد. اما عمده و اصلی‌ترین مأموریت آن هوا به زمین و هوا به سطح است.

## استفاده‌کنندگان
بینا در اصل برای هواپیماهای سوخو-۲۵ و اف-۴ فانتوم ۲ ساخته شده‌است که از کمبود موشک‌های ای جی ام رنج می‌بردند. بینا از هدایت لیزری استفاده می‌کند